# Источник тока
Исто́чник то́ка — в теории электрических цепей — представляет собой активный элемент с двумя зажимами (двухполюсник), ток которого не зависит от напряжения на его зажимах (так называемый идеальный источник тока). Другими словами, идеальный источник тока — элемент, который даёт во внешнюю цепь ток, сила которого не зависит от сопротивления нагрузки. Электродвижущая сила и внутреннее сопротивление идеального источника тока равны бесконечности. Идеальный источник тока — это источник бесконечной мощности.
В обиходе источниками тока иногда называют разные источники электрической энергии, хотя по своим параметрам они, как правило, ближе к идеальному источнику напряжения, например, гальванический элемент или электрический аккумулятор.
Понятие источник тока широко используется в полупроводниковой схемотехнике для схемных узлов, обеспечивающих питание нагрузки неизменным током. Понятие источник тока (как и источник напряжения) применимо также и для цепей переменного тока.

## Идеальный источник тока
Сила тока, текущего через идеальный источник тока, не зависит от сопротивления нагрузки ({\displaystyle R}):
{\displaystyle I={\text{const}}}
Мощность, отдаваемая источником в нагрузку:
{\displaystyle P=I^{2}\cdot R}
Вольт-амперная характеристика (ВАХ) идеального источника тока представляется прямой, параллельной оси напряжения. При неограниченном увеличении сопротивления нагрузки мощность, развиваемая идеальным источником тока, неограниченно возрастает, стремясь к бесконечности. Реальный источник тока конечной мощности может быть представлен в виде идеального источника тока с подключённым к его зажимам пассивным элементом, характеризующим внутренние параметры реального источника.
Некоторым подобием идеального источника тока в ограниченном диапазоне развиваемой мощности является стабилизатор тока. 

## Обозначения
Существуют различные варианты условно-графического обозначения источника тока на схемах. Наиболее часто встречаются обозначения (a) и (b). Вариант (c) устанавливается ГОСТ и IEC. Стрелка в кружке указывает положительное направление тока в цепи на выходе источника. Варианты (d) и (e) встречаются в зарубежной литературе.

## Применение
Распространённые источники электрической энергии по своим параметрам, как правило, ближе к идеальному источнику напряжения, например, гальванический элемент, электрический аккумулятор или генератор постоянного тока с независимым возбуждением. Так, внутреннее сопротивление химических источников электрической энергии обычно намного меньше сопротивления нагрузок, для которых они предназначены.
Иногда источник в зависимости от нагрузки проявляет себя и как источник напряжения — при большом сопротивлении нагрузки, и как источник тока — при сопротивлении нагрузки намного меньше внутреннего сопротивления источника. Это может быть и гальванический элемент, и, например, солнечная батарея. Фотоэлектрический элемент солнечной батареи на протяжении большей части своей ВАХ действует как источник постоянного тока. Поскольку для солнечной батареи важным параметром является коэффициент полезного действия, сопротивление нагрузки для неё выбирается так, чтобы значения выходного тока и напряжения находились в переходной зоне ВАХ между источником тока и источником напряжения.
В ряде применений требуется именно источник тока, например, источник для питания светодиода — нагрузки, имеющей малое активное сопротивление с существенной нелинейностью ВАХ и её зависимостью от окружающей температуры. Неизменный (стабильный) ток нужен для питания соленоида, если заданы высокие требования к стабильности создаваемого им магнитного поля, для питания газоразрядных ламп, а также в электрохимии. Управляемый источник тока используется в так называемой «токовой петле» в системах передачи данных.

## Реализация
Простейшей практической схемой реализации источника тока может служить устройство, состоящее из аккумулятора (источник питания) и последовательно соединённого с ним резистора, сопротивление которого намного больше сопротивления нагрузки. Для получения большого внутреннего сопротивления при относительно малом напряжении источника питания вместо резистора применяют элементы и приборы с существенной нелинейностью ВАХ: бареттер, пентод, биполярный транзистор, полевой транзистор.
Существуют электронные компоненты — двухполюсники с высоким внутренним сопротивлением, так называемые токоограничивающие диоды, или диодные стабилизаторы тока. Токоограничивающие диоды изготавливаются для токов примерно от 0,05 до 22 мА (иногда до 100 мА) и максимального рабочего напряжения до 100 В, минимальное рабочее напряжение составляет от одного до нескольких вольт. Для увеличения тока в нагрузке несколько таких токоограничивающих диодов можно включить параллельно. Разброс тока между изделиями одного типа достигает 10 %, температурный коэффициент примерно 1 %/°C, поэтому для создания прецизионных и стабильных источников тока они не подходят.
Примеры ограничителей тока в корпусе TO-220 с максимальным рабочим напряжением 60 В:
- CCSL-2 — 50 мА,
- CCSL-3 — 75 мА,
- CCSL-4 — 100 мА.

Если источник питания — сеть переменного тока, то для повышения КПД вместо описанных выше токозадающих элементов применяют балласт с реактивным сопротивлением в виде катушки индуктивности (дросселя).

### Линейный стабилизатор тока
Источник стабильного тока может быть построен на микросхеме линейного стабилизатора напряжения (например, LM317) с отрицательной обратной связью по выходному току. Представленная схема поддерживает постоянное падение напряжения 1,25 В на включённом последовательно с нагрузкой резисторе 1,25 Ом, поэтому через резистор и нагрузку протекает постоянный ток 1 А. При входном напряжении 5 В стабилизация тока сохраняется в диапазоне выходного напряжения от нуля до 1,8 В. Недостаток схемы — большая потеря мощности в регулирующем устройстве (микросхеме).

### Импульсный стабилизатор тока
Значительное уменьшение потерь мощности в регулирующем устройстве достигается применением импульсного стабилизатора тока, который в основном отличается от импульсного стабилизатора напряжения только построением цепи отрицательной обратной связи (по выходному току, а не по напряжению) и устройством защиты на выходе стабилизатора.

## Полупроводниковая схемотехника
Источники тока широко используются для питания каскадов дифференциальных усилителей и других узлов операционных усилителей.
Так, для обеспечения правильной работы дифференциального усилительного каскада необходим источник неизменного постоянного тока. Сложные схемы дифференциального усилительного каскада могут содержать несколько источников постоянного тока. Основной схемной конфигурацией для источника тока является так называемое «токовое зеркало».
В представленной схеме ток нагрузки в правой ветви задается равным эталонному току в левой ветви, так что по отношению к нагрузке R2 эта схема выступает как источник тока.
В электрических схемах кроме пассивных элементов используются идеализированные активные элементы в виде управляемых источников напряжения и тока, в том числе:
- источники тока, управляемые напряжением:
  - с незаземлённой нагрузкой,
  - с заземлённой нагрузкой,
  - на транзисторах с операционными усилителями,
  - плавающие источники тока;
- источники тока, управляемые током.